# Tabor (Dacota do Sul)
Tabor é uma cidade  localizada no estado norte-americano de Dakota do Sul, no Condado de Bon Homme.

## Demografia
Segundo o censo norte-americano de 2000, a sua população era de 417 habitantes.
Em 2006, foi estimada uma população de 381, um decréscimo de 36 (-8.6%).

## Geografia
De acordo com o United States Census Bureau tem uma área de
0,9 km², dos quais 0,9 km² cobertos por terra e 0,0 km² cobertos por água. Tabor localiza-se a aproximadamente 410 m acima do nível do mar.

## Localidades na vizinhança
O diagrama seguinte representa as localidades num raio de 24 km ao redor de Tabor.